# VIII. Zivilsenat des Reichsgerichts
Der VIII. Zivilsenat des Reichsgerichts war ein Spruchkörper des Reichsgerichts. Es handelte sich um einen von insgesamt fünf bis neun Senaten, die sich mit Zivilsachen befassten. Er bestand von April 1928 bis Juli 1933 und ab 1939.
Zunächst waren dem VIII. Zivilsenat als sogenanntem „Entlastungssenat“ die Ehesachen (§ 606 ZPO a. F.) aus den Bezirken des Kammergerichts, der Oberlandesgerichte Braunschweig, Celle, Dresden und sämtlicher bayerischen Oberlandesgerichte (vom IV. Zivilsenat) sowie die Rechtsstreitigkeiten über Miet- und Pachtverhältnisse (vom III. Zivilsenat) zugewiesen. Senatspräsident war Alfons David. Weitere Besetzung 1929: Karl Linz, Karl Hüfner, Carl Mengelkoch, Fritz Rheinisch, Max Coninx, Curt Citron, Wilhelm Obladen.
Ab 1939 war der VIII. Zivilsenat für Entscheidungen aus der „Ostmark“, den sudetendeutschen Gebieten und dem Protektorat Böhmen und Mähren zuständig. Senatspräsident war August Zellner, ehemals kommissarischer Präsident des nunmehr aufgelösten Obersten Gerichtshofs in Wien. 1943 wurde dieser Senat zum VII. Zivilsenat.